# Philippe de Sivry

Aquarel van een zogenaamde Taratoufli-plant toegezonden aan Clusius door Philippe de Sivry (1588)

Philippe de Sivry, ridder en heer van Walhain (ca. 1560 – 1613) was een Zuid-Nederlands edelman en botanicus. Hij droeg bij aan de vroege verspreiding van de aardappel in Europa. 

## Leven
Philippe was de tweede zoon van Catherine de Hertaing en Jacques de Sivry. Na het overlijden van zijn oudere broer Charles in 1579 erfde hij de heerlijkheid Walhain. 
Hij trouwde op 18 november 1585 met Anna van der Dilft, met wie hij drie kinderen had. Uit zijn tweede huwelijk met Béatrix de Griboval kreeg hij nog een dochter.
Op 5 februari 1591 volgde hij zijn vader op als provoost van Bergen (een ambt vergelijkbaar met baljuw). Op 15 mei 1597 werd hij tot ridder geslagen door koning Filips II van Spanje. De koning verkocht hem ook Le Hove, een woonhuis in Bergen dat was geconfisqueerd van een opstandige onderdaan.

## Aardappel
Sivry stelde belang in de plantkunde. Hij correspondeerde daarover met zijn beroemde landgenoot Charles de l'Écluse (Clusius) en stuurde hem verschillende planten. Waarschijnlijk in 1586 leerde hij van de nuntius Giovanni Francesco Bonomi, die in Bergen was voor een synode, over het bestaan van de aardappel. Bonomi overleed het volgende jaar in Luik, maar zijn entourage stuurde Sivry aardappelen (taratuffli in het Italiaans). In januari 1588 zond hij twee knollen en een vrucht naar Clusius in Wenen. Hij moet ze ook zelf hebben gekweekt, want het volgende jaar stuurde hij een aquarel van een bloeiende aardappelplant naar Clusius in Frankfurt. De ontvanger noteerde zorgvuldig de oorsprong van de aquarel en de naam waaronder ze hem was bezorgd (Taratoufli). Ook verspreidde hij de aardappel verder naar zijn correspondenten in Oostenrijk, Duitsland en Italië.